# Trasparenza (informatica)
Con il termine trasparenza si fa riferimento, nel campo delle tecnologie digitali, a quei sistemi per il trattamento delle informazioni che tendono a non essere notati dai loro fruitori.
È il caso di dispositivi appartenenti all'Internet delle cose, di sistemi di elaborazione a computazione ubiqua, di interfacce uomo-macchina non intrusive e di tecnologie inclusive a basso tasso di invasività.

## Teoria
Un importante riferimento teorico è fornito da Donald Norman che, occupandosi di interfacce persona-calcolatore, sostiene che il computer migliore è quello che non si vede, cosa che avviene quando i dispositivi informatici non sono intrusivi e la tecnologia scompare dietro le quinte.

## Proprietà
Nell'ambito delle tecnologie inclusive, la trasparenza è una proprietà che ne abbassa la soglia psicologica di accettazione. La trasparenza è la proprietà dei dispositivi informatici di proporsi con implementazioni non ingombranti, né invasive, tali per esempio da essere usati nelle scuole per offrire soluzioni compensative psicologicamente accettabili, come può avvenire per esempio quando un alunno con bisogni educativi speciali accetta di usare il tablet, mentre magari rifiuta il tradizionale computer sul banco, che con il suo ingombro può evidenziarne la condizione di alunno “diverso”, stigmatizzandolo.